# عثمان کامیسوکو
عثمان کامیسوکو (انگلیسی: Ousmane Kamissoko؛ زادهٔ ۲۸ اوت ۱۹۹۸) بازیکن فوتبال اهل مالی است.
وی همچنین در تیم ملی فوتبال مالی بازی کرده است.